# Les Brownlee

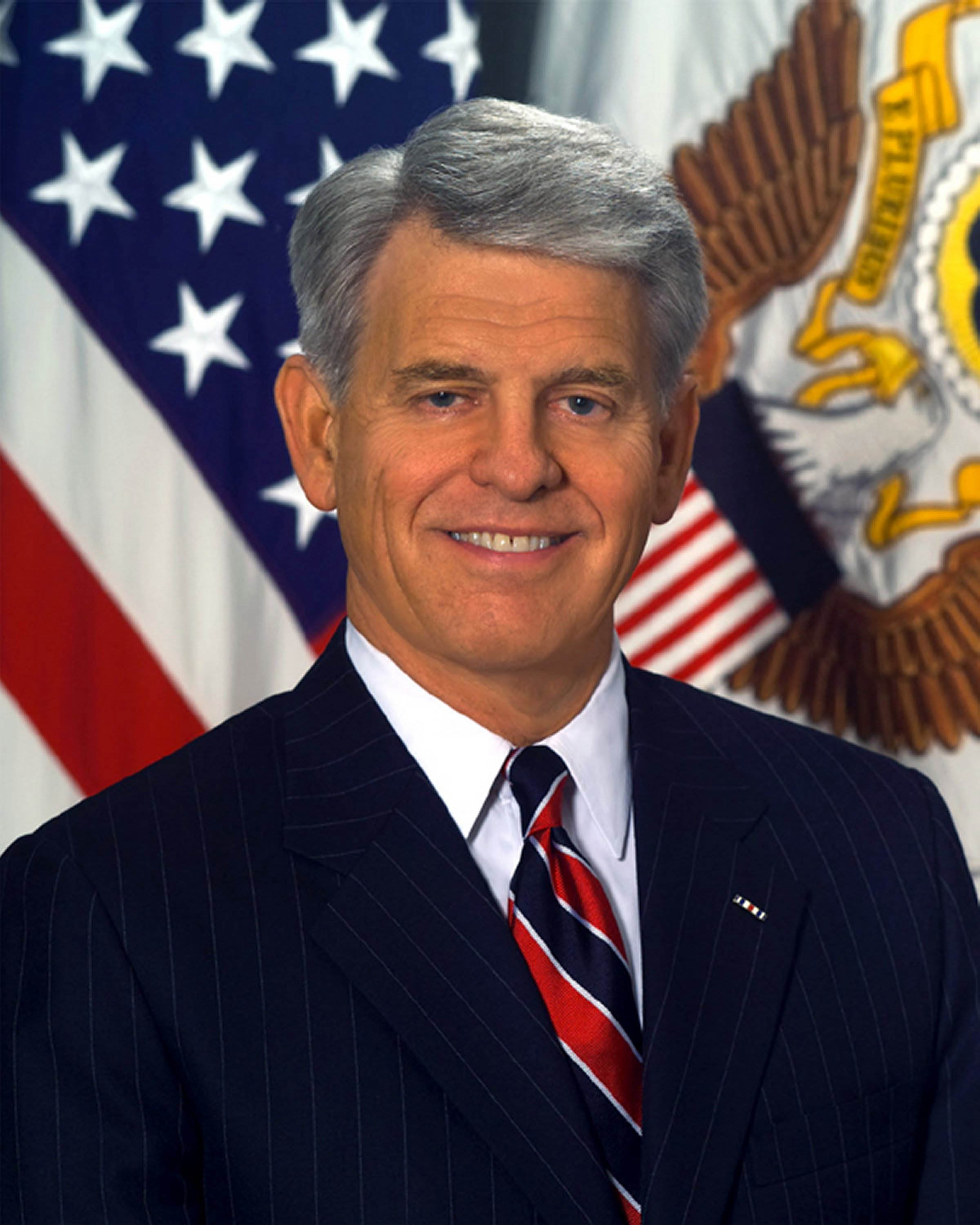
Les Brownlee

Romie Leslie „Les“ Brownlee (* 11. Juni 1939 in Pampa, Texas; † 19. Mai 2022 in Annandale, Virginia) war ein US-amerikanischer Politiker, Colonel und Heeresminister.

## Militärische Laufbahn
Nach dem Schulbesuch begann er ein Studium an der University of Wyoming. Im Rahmen des dortigen Programms wurde er 1962 zum Leutnant des Reserve Officer Training Corps (ROTC) ausgebildet. Darüber hinaus absolvierte er ein Studium der Betriebswirtschaft an der University of Alabama, das er mit einem Master of Business Administration (MBA) abschloss. In den folgenden Jahren nahm er darüber hinaus an Ausbildungsgängen zum Army Ranger sowie zum Infanterieoffizier und Fallschirmjäger teil.
Während des Vietnamkrieges war er zweimal im Einsatz. Des Weiteren war er später Absolvent des Command and General Staff College sowie des United States Army War College. Nach einer 1979 begonnenen Verwendung im Verteidigungsministerium wurde er 1982 Militärischer Kontaktmann des damaligen Stellvertretenden Heeresministers (Under Secretary of the Army) James R. Ambrose. 1984 wurde er dann als Colonel in den Ruhestand verabschiedet.
Während seiner militärischen Laufbahn erhielt er mehrere Auszeichnungen wie den „Silver Star“, den „Bronze Star“ sowie das Verwundetenabzeichen „Purple Heart“.

## Beamter des US-Senats
Nach seiner militärischen Laufbahn war er von Januar 1984 bis 1986 Assistent für Nationale Sicherheit des Senators von Virginia John Warner.
Danach wurde er im Januar 1987 Mitarbeiter der republikanischen Senatoren von South Carolina Strom Thurmond und Virginia John Warner, die beide Mitglieder des Senatsausschusses zur Kontrolle des Verteidigungsministeriums (United States Senate Committee on Armed Services) waren. Als solcher war er verantwortlich für Armee- und Marineprogramme, Spezialstreitkräfte und Drogenbekämpfung. Zuletzt war er Stellvertretender Stabschef des Ausschusses und in dieser Funktion auch intensiv an der Planung von Raketenabwehrprogrammen, strategischer Abschreckung und Marinestrategien, Schiffbau und Marinewaffenprogrammen beteiligt.
Nach neunjähriger Tätigkeit als Mitarbeiter wurde er durch den damaligen Ausschussvorsitzenden Thurmond im März 1996 zum Stabschef des Senatsausschusses ernannt. Dieses Amt übte er von Januar 1999 bis November 2001 auch unter Thurmonds Nachfolger als Ausschussvorsitzender, John Warner, aus.

## Heeresminister unter Präsident Bush
Am 14. November 2001 berief ihn Präsident George W. Bush zum Stellvertretenden Heeresminister (Under Secretary of the Army). Im April 2002 wurde er außerdem amtierender Assistent des Heeresministers für Zivile Angelegenheiten (Assistent Secretary of the Army (Civil Works)).
Nach dem Rücktritt von Thomas E. White am 25. April 2003 übernahm er aufgrund seiner bisherigen Funktion am 10. Mai 2003 das Amt des amtierenden Heeresministers. Dieses Amt übte er bis zu seinem Rücktritt am 2. Dezember 2004 aus.
Am 4. April 2005 wurde er Mitglied des Vorstandes des Luft-, Raumfahrt- und Rüstungskonzerns EADS North America. Im März 2006 wurde er einer von dreizehn Commissioners on the National Guard and Reserves.
Anschließend war er Präsident der Les Brownlee & Associates LLC.